# Verão M
Verão M é uma série de televisão portuguesa de aventura produzida pela Santa Rita Filmes e pela Skydreams Entertainment. A série estreou a 28 de julho de 2018, na RTP1, e concluiu a transmissão a 27 de outubro de 2018.
Esta série foi inspirada na série de televisão espanhola Verão Azul, série que foi muito popular em Espanha e em Portugal nos anos 80 durante a sua transmissão na TVE e na RTP1, respetivamente.

## Sinopse
A série retrata Manel, um pai, que após passar por um divórcio, decide levar os filhos, Leonor e Rodrigo, a passar férias à região da Praia do Moledo. Lá, Manel reencontra Filipa, uma mulher com a qual teve uma paixão no tempo da adolescência, na altura em que lá passava férias.

## Elenco
- Maya Booth como Filipa Macedo Cortés
- Graciano Dias como Manuel Vilar
- Ana Cristina de Oliveira como Rosário Bettencourt
- Pedro Almendra como António Teixeira
- Matilde Breyner como Beatriz Macedo
- Salvador Sobral como Kiko Cortés
- Bárbara Lourenço como Ana Teixeira
- António Maria como Mateus Lopes
- Júlia Palha como Rita Ataíde
- Miguel Cunha como José Palhinhas
- Filipe Matos como Xavier Carvalho
- Diana Sá como Lurdes
- Jorge Pinto como Óscar Pinto Lopes
- José Carretas como Diego Gutiérrez
- Isabel Blanco como Carmiña
- Bruno Nascimento como Vasco Lopes
- Carolina Marinho como Leonor Vilar
- Luís Magalhães como Tristão Teixeira
- Santiago Mateus como Rodrigo Vilar
- Stella Brabetz como Graça

### Elenco adicional
- Mafalda Banquart como Jessica
- Jorge Mota como Pai de Rita
- João Cravo Cardoso
- Diana Costa e Silva como Catarina
- Gustavo Marinho como Banhista
- Ângela Marques como Funcionária Estação
- Laura Nuñez como Menina Galega
- António Parra como Pescador
- Ángela Ríos
- Antonio Mourelos
- Gonçalo Ribeiro
- Pedro Roquette
- Tânia Ruivo como Banhista
- Paulo Freixinho
- Mário Rocha
- Renato Sousa
- Jorge Varandela
- Mariana Carballal
- Vasco Sarmento
- Pedro Frias
- Xoel Yáñez

## Episódios
| N.º | Título                 | Exibição original      | Audiência (espectadores) | Audiência (share) |
| --- | ---------------------- | ---------------------- | ------------------------ | ----------------- |
| 1   | "Reencontro"           | 28 de julho de 2018    | 370 500                  | 10,4%             |
| 2   | "Acampamento"          | 4 de agosto de 2018    | 218 500                  | 8,4%              |
| 3   | "A Recompensa"         | 11 de agosto de 2018   | 256 500                  | 7,8%              |
| 4   | "Tubarão em Moledo"    | 18 de agosto de 2018   | 351 500                  | 10,5%             |
| 5   | "Por uma Boa Causa"    | 25 de agosto de 2018   | 209 000                  | 5,6%              |
| 6   | "Sapato de Cinderela"  | 1 de setembro de 2018  | 304 000                  | 8,6%              |
| 7   | "Moledo Avariado"      | 8 de setembro de 2018  | 256 500                  | 6,6%              |
| 8   | "Perdidos e Achados"   | 15 de setembro de 2018 | 161 500                  | 4,4%              |
| 9   | "Cavaleiros Medievais" | 22 de setembro de 2018 | 180 500                  | 4,8%              |
| 10  | "Casa Assombrada"      | 29 de setembro de 2018 | 133 000                  | 3,4%              |
| 11  | "Irmán Galiza"         | 6 de outubro de 2018   | 209 000                  | 5,8%              |
| 12  | "Hot Dog"              | 13 de outubro de 2018  | 180 500                  | 4,2%              |
| 13  | "O Verão Chega ao Fim" | 27 de outubro de 2018  | 237 500                  | 5,8%              |

Nota: Todos os episódios estrearam na RTP Play ao meio-dia na mesma data da transmissão original televisiva.

## Transmissão
Verão M teve a segunda melhor audiência de uma estreia de uma série em 2018, alcançando 3,9%/10,4%.